# Józef Leśniewski
Józef Leśniewski (26. září 1867 – 3. října 1921) byl ruský a polský generál a polský ministr obrany.

## Biografie
Narodil se 26. září 1867. Studoval na důstojnické škole v Petrohradě. Po povýšení na plukovníka velel pluku. Během první světové války velel pěší brigádě. Později velel pěší divizi. V polské armádě získal hodnost divizního generála v roce 1919. Za Rusko-polské války byl v letech 1919 až 1920 ministrem obrany. Zemřel v roce 1921 ve Varšavě.